# Toruń
Toruń ( /ˈtɔruɲ/ (?·pàg.), alemany: Thorn) és una ciutat situada al nord de Polònia, a les ribes del Vístula. És, juntament amb Bydgoszcz, la capital del voivodat de Cuiàvia-Pomerània. El 2021 tenia una població de 198.273 habitants. Toruń és el poble natal de Nicolau Copèrnic, inclòs a la llista de ciutats Patrimoni de la Humanitat de la UNESCO des de 1997, és famós per tenir més de tres-cents monuments inscrits a la història de l'art d'Europa. La plaça major i els carrers adjacents no han gaire canviat des de fa 700 anys. Torun és considerat com un dels centres geogràfics d'Europa (depèn del mètode de càlcul). Tot i ser ciutats veïnes, Toruń i Bydgoszcz són molt conegudes per tenir conflictes durant dècades o fins i tot segles, el que independentment de la motivació va noure a ambdues ciutats i constituïxen el parell de ciutats poloneses més conegudes per llur rivalitat.

## Història

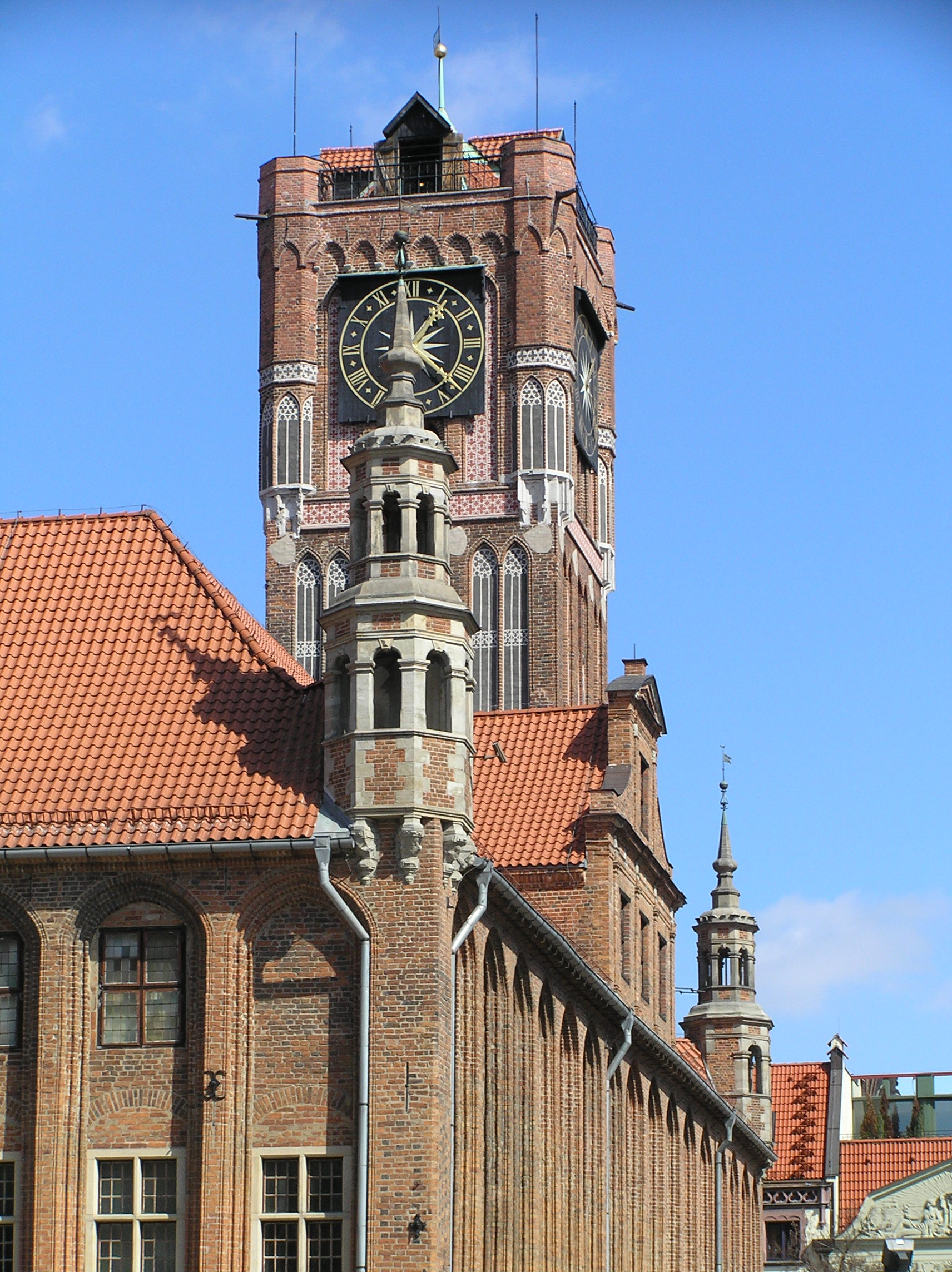
Ajuntament, Ratusz.

El primer assentament als voltants està datat pels arqueòlegs el 1100 aC. Durant l'edat mitjana hi havia un petit assentament que vigilava el pas pel riu (segles vii-xiii), de nom Toruń o Torún. Quan els Cavallers Teutònics van arribar a la Regió de Chełmno, hi construïren un castell (1230-31).
L'assentament anomenat Thorn (nom polonès germanitzat) va adquirir drets de ciutat el 1233 i va ser traslladat a l'Altstadt o Stare Miasto en polonès (ciutat vella). La ciutat aviat va esdevenir un enclavament comercial de parla alemanya. El 1263 s'hi van establir frares franciscans i, posteriorment, dominics, el 1239. El 1264, va ser fundada la veïna Thoner Neustadt o Nowe Miasto en polonès (ciutat nova). Van ser ciutats diferents fins a 1454 que ambdues es van unir per a formar una única ciutat. Durant el segle xiv, la ciutat es va unir a la Lliga Hanseàtica. La Primera Pau de Toruń que va acabar amb la guerra entre els Cavallers Teutònics i els Polonesos-lituans (1409-1411) va ser signada a la ciutat el 1411.
Després que la noblesa de les ciutats prussianes formés la Confederació Prussiana el 1440, la ciutat es va aixecar en armes en contra dels Cavallers Teutònics (el 1454) i acceptà la sobirania de la Corona Polonesa en suport i pel reconeixement dels seus privilegis. La guerra resultant, la Guerra dels 13 anys acabà el 1466 amb la Segona Pau de Toruń en la qual els teutònics van cedir la sobirania de la Prússia Oriental o Prússia Reial al Regne de Polònia. La ciutat, habitada principalment per habitants d'origen polonès i alemany, va adoptar parcialment el protestantisme el 1557 durant la reforma, mentre que la població polonesa va romandre catòlica. En aquests anys l'alcalde Henryk Stroband (1586-1609) va centralitzar el poder de la ciutat a l'Ajuntament.
El 1595, van arribar jesuïtes a la ciutat per a promoure la Contrarreforma prenent el control de l'Església de Sant Joan. Els dirigents protestants van intentar limitar l'influx de població catòlica a la ciutat, mentre jesuïtes i dominics controlaven la majoria de les esglésies deixant únicament l'Església de Santa Maria al culte protestant. El 1677, l'historiador i educador prussià Christoph Hartknoch va ser convidat a dirigir l'Escola de Toruń, càrrec que va mantenir fins a la seva mort el 1687. Hartknoch va escriure la història de Prússia, inclosa la història de les ciutats de la Prússia Real. A la segona meitat del segle xvii va créixer la tensió religiosa entre catòlics i protestants al contrari que a la resta d'Europa on disminueixen després de la Guerra dels Trenta Anys i la Pau de Westfalia.
A la Confederació de Polònia i Lituània, anteriorment molt tolerant, la situació empitjorava i, des del 1682, l'Església de Santa Maria va haver de ser protegida per milícies de luterans per evitar que fos ocupada durant les processons de la festa del Corpus Cristi. El 16 de juliol del 1724, mentre transcorria una processó dels jesuïtes, una lluita amb alumnes de l'escola luterana dugué a la destrucció del Col·legi Jesuïta. Després d'aquest fet, tant els Jesuïtes com els dominics van tractar de persuadir l'alcalde Johann Gottfried Rößner, i uns altres deu destacats ciutadans, tots ells protestants i prussians alemanys, de convertir-se a l'Església Catòlica Romana, oferta que van rebutjar i, tampoc, van abandonar la ciutat tot i les pressions. Els jesuïtes van dur, llavors, el cas a la Cort Suprema de Varsòvia. El judici, ocorregut durant el regnat d'August II de Polònia, va sentenciar a mort Rößner i uns altres nou luterans. L'única església protestant existent en la ciutat. l'Església de Santa Maria va ser convertida en catòlica i donada assignada als frares franciscans que van celebrar-hi missa el dia de l'execució, el 7 de desembre de 1724. Els ajusticiats són recordats com màrtirs protestants. A partir d'aquest moment es va exigir que la majoria dels regidors fossin catòlics. En parts d'Europa es coneix aquest fet com el Tribunal de la sang de Toruń i damnà seriosament la reputació polonesa de tolerància. Dècades més tard, durant les Particions de Polònia, Voltaire va recordar aquests fets com un exemple de la intolerància religiosa dels polonesos.
El 1793 el Regne de Prússia s'annexionà la ciutat després de la Segona partició de Polònia. El 1807, la ciutat va passar a formar part del Gran Ducat de Varsòvia creat per Napoleó i governat per Frederic August I de Saxònia, encara que Prússia la va reprendre després la derrota de Napoleó el 1814. El 1870 els presoners francesos capturats durant la Guerra Franco-prussiana construïren una cadena de fortaleses al voltant de la ciutat i, a l'any següent, la ciutat, junt al reste de Prússia, passà a formar parte de l'Imperi alemany.
En el Tractat de Versalles de 1919 després la Primera Guerra Mundial, Toruń s'integrà a la Segona República Polonesa, com capital del Voivodat de Pomerània, encara que no estava situada a Pomerània. El 1925 se va establir en la ciutat l'Institut Bàltic amb l'objectiu de documentar l'herència polonesa a Pomerània.
En general, el període d'entreguerres va haver un important desenvolupament urbà i es realitzaren grans inversions en transport (carrers, tramvies i el pont Piłsudski), en construccions residencials (nous habitatges, especialment en Bydgoskie Przedmieście) i edificis públics.
Toruń fou annexionat per l'Alemanya nazi després la Invasió de Polònia de 1939 i administrada como regió de Danzig-Prússia Oriental. Durant la Segona Guerra Mundial la cadena de fortaleses de Toruń fou utilitzada com camp per a presoners de guerra, conegut com a Stalag XX-A. Toruń fou alliberada dels nazis el 1945 per l'Exèrcit Roig de la Unió Soviètica i retornat a l'administració polonesa a la Conferència de Potsdam. La ciutat fou afortunada per l'escassa destrucció ocorreguda durant la guerra. D'acord amb les decisions preses per les potències aliades, la població alemanya fou expulsada a la RFA entre 1945 i 1947.
Després de la Segona Guerra Mundial, la població es va duplicar i la indústria es va desenvolupar de forma important, però un dels esdeveniments més importants d'aquella època és la fundació de la Universitat Nicolau Copèrnic de Toruń el 1945, que ha afectat enormement la vida de la ciutat i ha esdevingut una de les millors universitats de Polònia.
Des de 1989, quan el govern local i regional va ser introduint-se i amb l'establiment de l'economia de mercat, Toruń, igual que altres ciutats de Polònia, ha sofert una profunda transformació tant social com econòmica. Hi ha un debat entre la població local de si aquest temps ha estat utilitzat convenientment, però el fet és que Toruń té una forta posició com líder local juntament amb la ciutat propera de Bydgoszcz.

## Monuments
Toruń és a la llista del Patrimoni de la Humanitat de la UNESCO des de 1997. La ciutat compta amb molts monuments de l'edat mitjana, i del Segle XX (200 elements militars). La ciutat és coneguda per haver conservat l'aparença medieval gairebé intacta i molts edificis gòtics, tots ells construïts amb maó, incloent esglésies monumentals, l'ajuntament i moltes cases burgeses. Els monuments més importants són:
- Esglésies gòtiques:
  - La Catedral Basílica de Sant Joan Baptista i Sant Joan Evangelista, una església construïda en el segle XIV i ampliada en el segle xv, destacades escultures i pintures (Moisés, Santa Maria Magdalena, làpida de Johann von Soest), epitafis i altars renaixentistes i barrocs (entre ells l'epitafi a Copèrnic de 1580)
  - Església de Santa Maria, construïda en el segle xiv va ser una església franciscana
  - Església de Sant Jacob, basílica del segle xiv amb pintures murals monumentals del segle xiv
- Antic Ajuntament, començat el 1274, reconstruït extensament entre 1391 i 1399 i ampliat a la fi del segle xvi; un dels ajuntaments més monumentals a Europa central.
- Fortificacions de la ciutat, començat en el segle xiii i esteses entre el segle xiv i xv van ser demolides en el segle xix preservant les portes de la ciutat i torres de vigilància del costat del Vístula.
- Casa gòtica del segle xv, on es diu que va néixer Copèrnic (avui un museu)
- Ruïnes del castell dels Cavallers Teutònics del segle xiii
- La casa sota l'estrella (en polonès: Kamienica Pod Gwiazdą), anteriorment gòtica, breument propietat de Filip Callimachus, posteriorment reconstruïda en el Segle XVI i en 1697, amb una rica façana decorada amb estuc i amb escala de caragol de fusta.

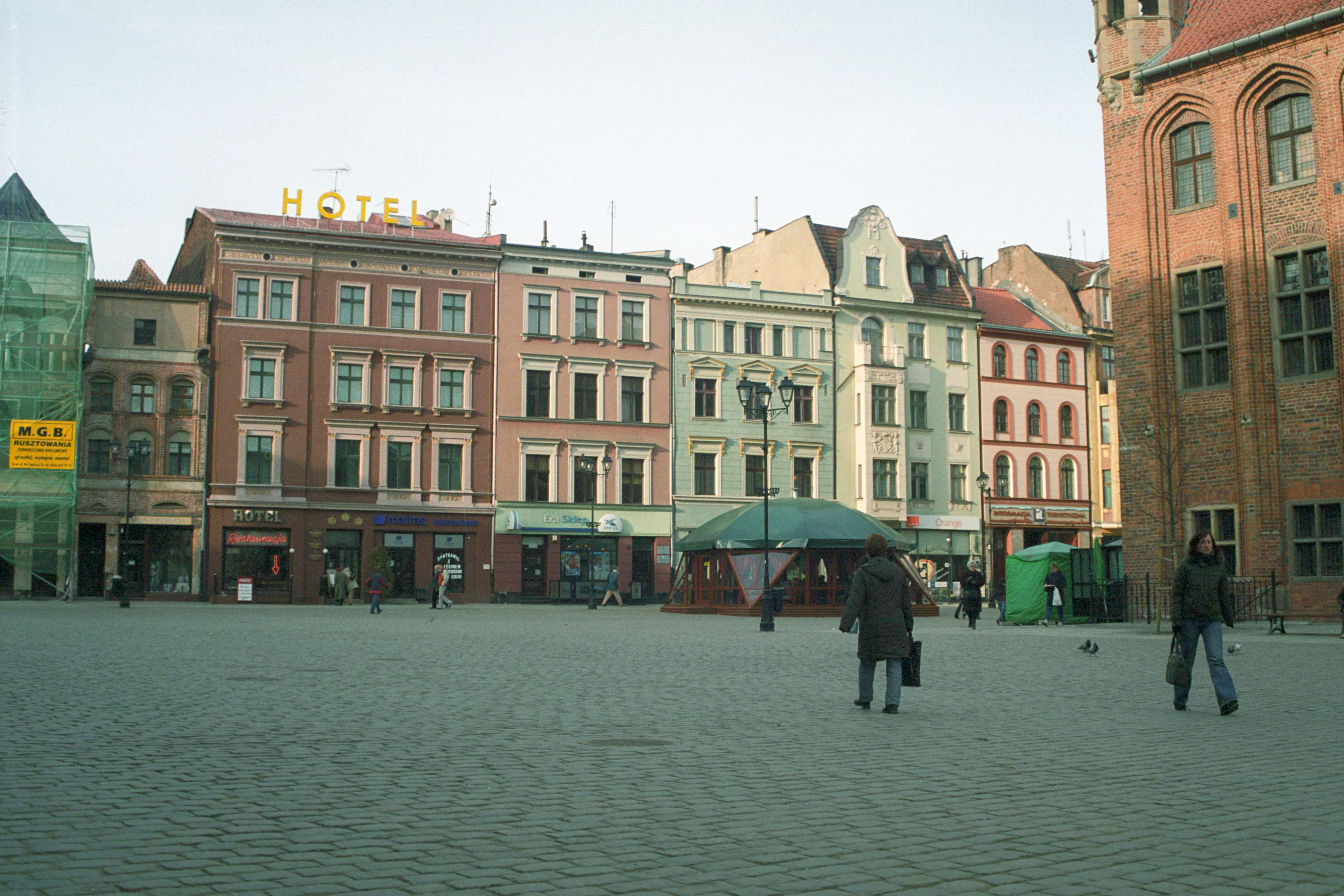
Plaça al centre de la ciutat vella

Toruń compta amb el major nombre de cases gòtiques de Polònia amb molts pintures murals gòtiques i sostres amb bigues de fusta dels segles XVI al XVIII. Toruń, al contrari que moltes altres ciutats històriques poloneses, va quedar gairebé intacta després de la Segona Guerra Mundial. En particular la ciutat antiga va quedar intacta i tots els seus monuments importants són originals - no reconstruïts després de ser destruïts.
En els últims anys, s'han executat projectes de renovació de la ciutat antiga. Es van restaurar d'edificis, es va refer la pavimentació de carrers i places (per a retornar-les l'aspecte tradicional), plantar plantes i arbres i altres elements de petita arquitectura com ara la il·luminació nocturna de l'antic Ajuntament.
Molts altres monuments, edificis i les muralles de la ciutat, s'il·luminen a la nit, el que crea un efecte impressionant —probablement únic en les ciutats poloneses— tenint en compte la grandària del nucli antic de Toruń i l'abast del projecte.

## Població

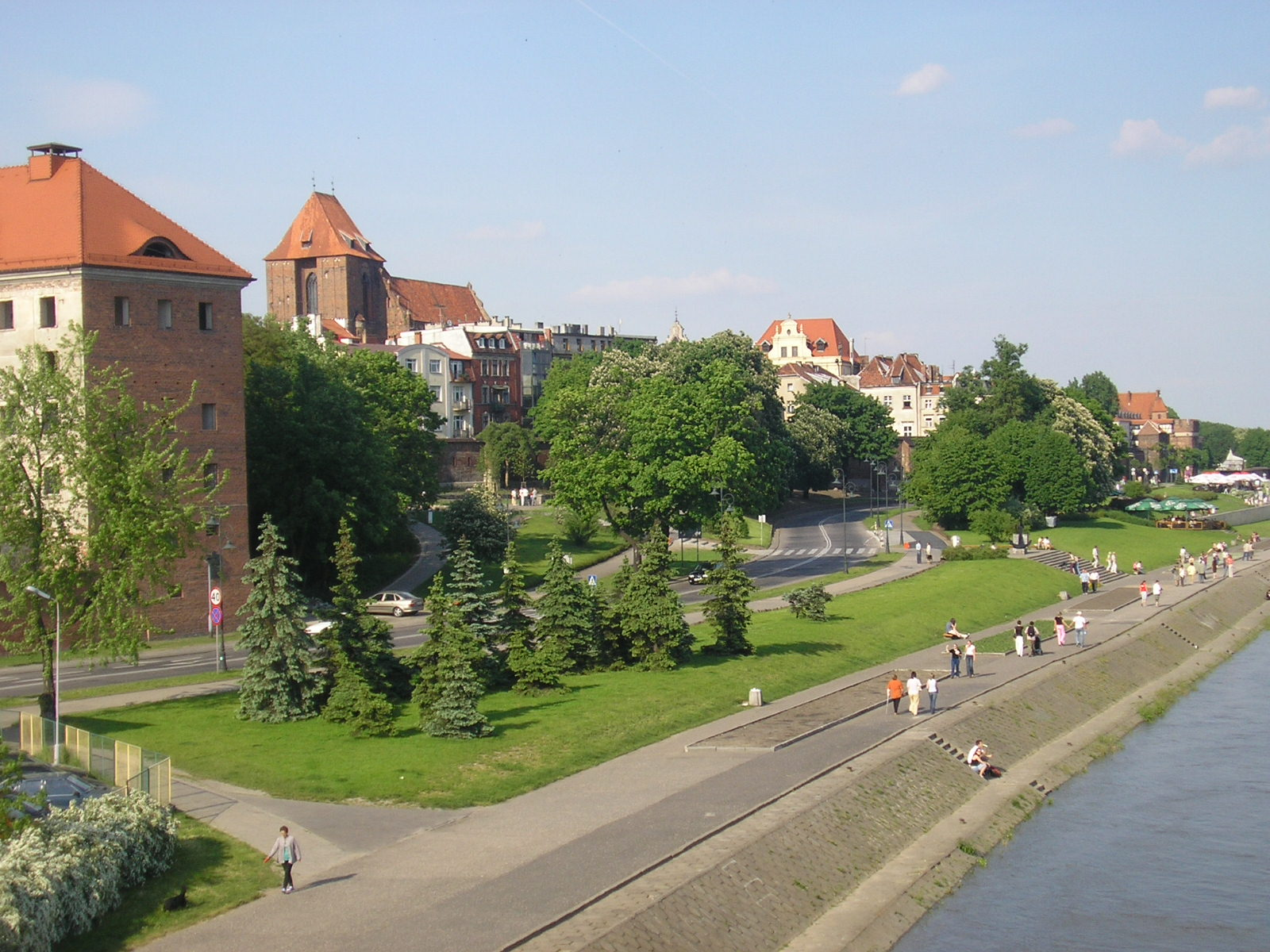
Nucli antic

Les últimes estadístiques mostren una disminució de la població fins a 208.007 al final del 2006. Això es deu al fet que nombrosos habitants s'han traslladat a municipis propers. Com a resultat, Toruń està envoltat de poblacions els habitants de les quals treballen i acudeixen a la ciutat habitualment però no hi viuen oficialment. En els últims anys s'ha discutit si aquestes poblacions haurien d'incorporar-se a l'àrea administrativa de la ciutat, cosa que sembla probable a llarg termini. Es considera que Toruń ha gairebé arribat al màxim de desenvolupament en els seus actuals límits. Dintre de la ciutat, la població es concentra al marge nord del Vístula. Dues de les àrees més densament poblades són Rubinkowo i Na Skarpie, desenvolupades principalment als anys 1970 i 80 i amb una població de 70.000 habitants. Les àrees de Toruń i Bydgoszcz constituïxen un entramat de poblacions bipolar. L'àrea d'influència té una població de prop de 800.000 persones.
Aquesta àrea conté un terç de la població de la regió de Cuiàvia i Pomerània que té 2,1 milions d'habitants.

## Transport
La xarxa de transports de la ciutat ha sofert moltes crítiques durant anys. Encara que la ciutat no és molt extensa, la xarxa de carrers i carreteres poc desenvolupada és una font de problemes. Fins i tot la construcció de noves i àmplies avingudes, tant per reconstrucció de les existents o construcció de noves no han aconseguit combatre l'opinió que Toruń és una ciutat de trànsit difícil. El problema més seriós és que només existeix un pont per a creuar el Vístula en els límits de la ciutat. La construcció de carreteres de circumval·lació, evitant la necessitat de circular pel centre ha ajudat però l'existència d'un únic pont segueix causant embussos de tràfic. S'ha proposat la construcció d'un nou pont però no és clar quan serà construït.

### Transport públic
La xarxa de transport públic està composta per 4 línies de tramvia i 30 línies d'autobús que abasten la ciutat i alguns municipis veïns. Toruń és un gran nus de comunicacions terrestres, un dels més importants de Polònia. L'autopista A1 arriba a Toruń, i existeix una circuval·lació al sud de la ciutat. A més, la Ruta europea I75 i algunes carreteres regionals (amb nombres 10, 15, i 80) passen per la ciutat. Tres estacions de tren i quatre rutes ferroviàries connecten Toruń amb Bydgoszcz i les ciutats de la regió, i amb altres ciutats importants. La ciutat compte, també, amb estacions d'autobusos que la connecten amb altres ciutats de Polònia. Des de 2005, la ciutat comta amb un petit aeroport turístic i es construeix un nou aeroport. Els aeroports d'importància més propers es troben en Bydgoszcz, Gdańsk i Varsòvia.

## Economia
Encara sent una ciutat de grandària mitjana, Toruń és seu corporativa d'algunes de la companyies més influents de Polònia o d'alguna subsidiàries. La taxa d'atur al juliol de 2006, de 10,5%, és bastant moderada comparada amb la mitjana nacional (15,7%) i no sembla un problema seriós. El 2006 s'ha iniciat la construcció de plantes de fabricació de la mutinacional Sharp Corporation i d'altres empreses japoneses en el municipi veí (a una desena de km de la ciutat) i s'esperen noves inversions a l'àrea, pròximament. Les plantes en construcció estan situades en una àrea econòmica especial de nova creació. Un vast complex d'alta tecnologia serà construïda en els pròxims anys que podria proporcionar fins a 10.000 llocs de treball (predicció de 2010) i que té un cost de 450 milions d'euros. Aquestes inversions afectaran sense cap dubte a l'economia de la ciutat, i fins i tot, de tota la regió, els seus efectes s'han començat notar ja en el mercat immobiliari. Gràcies al patrimoni de la ciutat, es reben al voltant de milió i mig de visitants a l'any. Aquest valor pot variar segons la fórmula de càlcul, encara que, en qualsevol cas, el turisme és una part important de l'economia de ciutat. L'any 2006 s'ha observat un augment important del nombre de visitants.
Toruń compta amb entre 20.000 i 25.000 empreses registrades a la ciutat.

## Cultura
Toruń compte amb dos teatres (Teatr im. Wilama Horzycy amb tres escenaris i el Teatr Wiczy), dos teatres per a nens (Baj Pomorski i Zaczarowany Świat), dos teatres musicals (Mała Rewia, Studencki Teatr Ta?ca), i nombrosos altres teatres d'agrupacions. La ciutat és amfitriona de, també, del Festival Internacional de Teatre, celebrat anualment en el mes de maig. El teatre anomenat Baj Pomorski, situat al sud-est del casc vell, s'està restructurant completament. Quan estigui finalitzat serà una de les instal·lacions més modernes de la ciutat. La ciutat té almenys 6 sales de cinema.
Existeixen 10 museus d'importància en la ciutat, a destacar entre ells el museu de la "Casa de Copèrnic". El museu universitari revela la història acadèmia de la ciutat. S'està construint en l'actualitat un Centre d'Art Contemporani (Centrum Sztuki Współczesnej - CSW) molt prop del centre de la ciutat i que serà inaugurat probablement el 2007. Cal destacar l'orquestra simfònica de Toruń (anteriorment Orquestra de càmera de Toruń) molt integrada en el panorama cultural de la ciutat.
Toruń compte amb un planetari (situat en el centre de la ciutat) i observatori astronòmic 'Piwnice ràdio observatory' (situat en el municipi proper de Piwnice). Aquest últim compte amb el major radiotelescopi de la part aquest d'europa Central amb 32 metres de diàmetre, després únicament del radiotelescopi d'Effelsberg amb 100 metres de diàmetre.

### Educació
La ciutat compta amb més de 30 escoles elementals i primàries, i 10 escoles mitjanes. Existeixen, també, una sèrie d'escoles privades.
La institució més important d'educació superior és la Universitat Nicolau Copèrnic, amb més de 40.000 estudiants i fundada el 1945, basada en la Societat Científica de Toruń, Universitat Stefan Batory deVílnius i la Universitat Jan Kazimierz de Lviv. La universitat és considerada com d'alt nivell i influeix importantment a l'economia de la ciutat.
Algunes institucions públiques d'educació superior a destacar són:
- Wyższe Seminarium Duchowne (secció de la Facultat de Teologia de la Universitat Nicolau Copèrnic)
- Col·legi d'Anglès - Nauczycielskie Kolegium Języków Obcych (associat a la Universitat Nicolau Copèrnic)
- Col·legi de la moda (Kolegium Mody)

Algunes escoles privades d'educació superior són:
- Wyższa Szkoła Bankowa
- Wyższa Szkoła Kultury Społecznej i Medialnej (associat a la controvertida Ràdio Maria)
- Toruńska Szkoła Wyższa

## Esport
- Angels Toruń- futbol americà
- Elana Toruń- futbol
- Pierniki Toruń- basquetbol
- Unibax Toruń- speedway

## Salut
Cinc hospitals serveixen les necessitats de la ciutat i de les seves àrees limítrofes, a més d'altres instal·lacions d'assistència primària.

## Figures destacades
- Nicolau Copèrnic, astrònom.
- Leszek Balcerowicz, polític, economista, president del Banc de Polònia
- Władysław Dziewulski, astrònom i matemàtic
- Erwin Gillmeister, atleta olímpic
- Tony Halik, viatger i explorador
- Christoph Hartknoch, historiador i educador
- Aleksander Jabłoński, físic
- Walter John 1879-1940, jugador d'escacs
- Sylwester Kaliski, general i enginyer de l'Exèrcit Polonès
- Maciej Konacki, astrònom
- Bogusław Linda, actor
- Zbigniew Lengren, dibuixant
- Jerzy Łoś, matemàtic investigador dels ultraproductes
- Hermann Rauschning, President de la Ciutat lliure de Danzig
- Kazimierz Serocki, compositor
- Grażyna Szapołowska, actriu
- Samuel Thomas von Soemmering, físic i inventor
- Christian Wernicke 1661-1725, poeta
- Julie Wolfthorn, pintor
- Aleksander Wolszczan, astrònom i descobridor del primer Planeta extrasolar.
- Kazimierz Serocki, (1922-1981) compositor musical.

## Ciutats agermanades
- Filadèlfia, Pennsilvània, Estats Units d'Amèrica, des de 1976
- Göttingen, Alemanya, des de 1976
- Leiden, Països Baixos, des de 1978
- Hämeenlinna, Finlàndia, des de 1988
- Kaliningrad, Rússia, des de 1989
- Čadca, Eslovàquia, des de 1995
- Swindon, Regne Unit, des de 1996
- Novo Mesto, Eslovènia, des de 2003